# كمية لا بعدية
الكمية اللابعدية (أو بدقة أكبر، كمية بواحدة تساوي 1) في التحليل البعدي هي كمية بدون أي وحدات فيزيائية مادية وبالتالي هي عدد محض. يعرف هذا العدد بأنه ناتج أو نسبة كميات لديها وحدات، بحيث تم اختصارها جميعًا.

## أمثلة
النسبة المئوية: «من كل 10 تفاحات يوجد تفاحة واحدة فاسدة» نسبة التفاحة الفاسدة إلى عددالتفاحات الكلية == 0.1 == 10 ٪، وهو كمية لابعدية. مثال نموذجي آخر في الفيزياء والهندسة هو قياس الزوايا. تقاس الزوايا المستوية عادة بالزاوية المركزية المتوضعة على مركز الدائرة والتي تحدد قوساً طولها مساوي لنصف قطر الدائرة. نسبة الطول إلى الطول هي كمية لابعدية (انظر راديان).
تستخدم الكميات اللابعدية على نطاق واسع في مجالات الرياضيات، والفيزياء، والهندسة، والاقتصاد، بل أيضا في الحياة اليومية. عندما يقيس أحدنا كمية مادية فيزيائية، فإننا نقيسها مقارنة بواحدة قياسية. وعندما نقيس طول ما باستخدام المسطرة أو شريط القياس، فإننا نعد العلامات على الطول القياسي الذي نستخدمه، وهو عدد لا بعدي. وعندما نربط ذلك العدد اللا بعدي (عدد العلامات أو الخطوط) بالوحدات التي يمثلها المقياس، فإننا نظريًا نشير إلى كمية بعدية. وبالتالي الكمية Q هي ناتج العدد اللابعدي n (عدد الخطوط على مقياس الطول) والواحدة U (مقياس الطول).
{\displaystyle \mathrm {Q} \ {\stackrel {\mathrm {def} }{=}}\ n\mathrm {U} \ }
ولكن، في نهاية المطاف، تتعامل الناس مع الأرقام اللابعدية في قراءة أجهزة القياس، وتستخدم (مع تغيير أو حساب) حتى الكميات البعدية.
في حالة الكميات اللابعدية، فإن الواحدة U هي حاصل قسمة كميات متشابهة بحيث يمكن أن تختصر إلى رقم (كغ / كغ == 1، μg/g == 1−6). يمكن للكميات اللابعدية أن تحمل واحدات لابعدية مثل % (=0,01)، وجزء لكل الف ‰ أي (=10−3)، وجزء في المليون ppm أي (=10−6)، وجزء في البليون ppb أي (=10−9).
وقد قامت اللجنة الدولية للأوزان والقياسات CIPM بمحاولة وضع واحدة للرقم (1) وسمتها (uno)، ولكن هذه الفكرة أسقطت.

## قائمة بالكميات اللابعدية
هناك عدد لانهائي من الكميات اللابعدية، وتسمى عادة بالأرقام. وقد اسندت بعض الأسماء إلى بعض هذه الكميات اللابعدية الأكثر استخدامًا. بعض هذه الأعداد وأسمائها موجودة في الجدول التالي:
| الاسم                         | الاسم الاجنبي                   | مجال التطبيق |
| ----------------------------- | ------------------------------- | --- |
| بكسل                          | w:Pixel                         | التصوير |
| رقم آبي                       | معامل آبي                       | البصريات (التشتت في المواد البصرية) |
| البياض أو الوضاءة             | وضاءة                           | علم المناخ، علم الفلك (انعكاسية السطوح أو الأجسام) |
| رقم أرخميدس                   | عدد أرخميدس                     | حركة الموائع نتيجة فرق الكثافة. |
| كتلة ذرية                     | w:Atomic weight                 | كيمياء |
| Bagnold رقم                   | w:Bagnold number                | جريان الحبوب والرمل إلخ |
| عدد w:Biot                    | عدد بيوت                        | نسبة ناقلية السطح إلى الحجم للأجسام الصلبة |
| رقم w:Bodenstein number       | Bodenstein                      | توزع وقت الممانعة |
| رقم الربط                     | w:Bond number                   | الخاصية الشعرية نتيجة الطفو |
| عدد w:Brinkman                | Brinkman number                 | انتقال الحرارة بالتوصيل من جدار إلى سائل لزج |
| رقم برونيل كاتز               | w:Brownell Katz number          | اتحاد للرقم الشعري ورقم الربط |
| عدد شعري                      | w:Capillary number              | جريان المائع متأثرًا بالشد السطحي. |
| معامل الاحتكاك السكوني        | احتكاك                          | احتكاك الأجسام الصلبة عند السكون. |
| معامل الاحتكاك الحركي         | احتكاك                          | احتكاك الأجسام الصلبة أثناء الحركة |
| معامل كولبورن j               | Colburn j factor                | معامل انتقال الحرارة اللابعدي |
| رقم كورانت-فريدريك-ليفي       | w:Courant-Friedrich-Levy number | حلول عددية لمعادلات تفاضلية جزئية PDE |
| رقم كورتين                    | w:Courtin number                | العزم على الموائع الدوارة |
| رقم Damköhler                 | w:Damköhler numbers             | reaction time scales vs. transport phenomena |
| عامل احتكاك دارسي             | w:Darcy friction factor         | جريان الموائع |
| رقم دين                       | w:Dean number                   | الدوامات في المجاري المنحنية |
| رقم ديبورا                    | w:Deborah number                | علم اللدونة واللزوجة المرنة للموائع |
| ديسيبل                        | ديسيبل                          | نسبة الكثافة لصوتين |
| معامل السحب                   | معامل السحب                     | مقاومة الجريان |
| إي (ثابت رياضي)               | ه (رياضيات)                     | رياضيات |
| رقم w:Eckert                  | عدد إيكرت                       | انتقال الحرارة بالحمل |
| رقم w:Ekman                   | عدد إيكمان                      | جيوفيزياء قوى اللزوجة الاحتكاكية |
| المرونة (اقتصاد)              | مرونة (اقتصاد)                  | تستخدم بشكل واسع في قياس كيفية استجابة العرض أو الطلب لتغيرات الأسعار. |
| رقم w:Eötvös                  | Eötvös number                   | تحديد شكل الفقاعة أو النقطة |
| رقم أويلر                     | Euler number                    | ديناميكا الموائع (قوى الضغط مع قوى العطالة) |
| عامل "فاننج" للاحتكاك         | w:Fanning friction factor       | عدد لا بعدي يستخدم في دراسة احتكاك الموائع في الأنابيب ويساوي حاصل ضرب قطر الأنبوبة في مقدار النقص في ضغط المائع نتيجة لمروره فيها مقسوماً على حاصل ضرب طول الأنبوبة في طاقة حركة وحدة الحجوم من المائع.                                                                                |
| ثوابت w:Feigenbaum            | ثابتا فايينبوم                  | نظرية الشواش (period doubling) |
| ثابت البنية الدقيقة           | ثابت البناء الدقيق              | ديناميكا كهربائية كمية (QED) |
| رقم w:Foppl–von Karman        | Foppl–von Karman number         | تحنيب قشرة رقيقة |
| عدد فورييه                    | عدد فورييه                      | 1- ميكانيكا الموائع: رقم لا بعدي يستخدم في دراسة الانسياب غير المستقر. 2- انتقال الحرارة: رقم لا بعدي يستخدم في دراسة انتقال الحرارة غير المستقر. |
| عدد فريسنل                    | w:Fresnel number                | فتحة انتشار الضوء |
| رقم فرود                      | عدد فرود                        | سلوك الموجة والسطح |
| كسب (إلكترونيات)              | w:Gain                          | إلكترونيات نسبة إشارة الخرج إلى إشارة الدخل |
| رقم غاليلي                    | w:Galilei number                | جريان لزج بتأثير الجاذبية |
| رقم w:Graetz                  | Graetz number                   | جريان الحرارة |
| رقم جراسهوف                   | w:Grashof number                | رقم لا بعدي يستخدم في دراسة انتقال الحرارة بالحمل الطبيعي للموائع. نسبة إلى المهندس الألماني فرانس جارسهوف 1826 - 1893. |
| رقم w:Hatta                   | Hatta number                    | تحسين الامتزاز نتيجة التفاعل الكيميائي |
| رقم w:Hagen                   | Hagen number                    | حمل قسري: انتقال الحرارة بالحمل في مائع يتحرك تحت تأثير عوامل خارجية. |
| انحدار هدروليكي               | w:Hydraulic gradient            | جريان المياه الجوفية: النسبة بين مقدار الفرق بين ارتفاع النقطة العليا في مستوى المياه الجوفية وارتفاع النقطة السفلى فيه من ناحية وبين مقدار المسافة الفاصلة بين النقطتين من ناحية أخرى. مثال ذلك إذا كان فرق الارتفاع بين النقطتين هو ستة أمتار وكانت المسافة الفاصلة بينهما ستين متر. |
| رقم كارلوفيتز                 | w:Karlovitz number              | احتراق مضطرب |
| عدد w:Keulegan–Carpenter      | Keulegan–Carpenter number       | نسبة قوة السحب إلى العطالة في جسم مجروف في جريان الموائع التذبذبي. |
| رقم كندسن                     | عدد كنودسن                      | النسبة بين متوسط المسار الحر للجزيئات في مائع ما والطول المميز المستخدم في وصف سريان الغازات المنخفضة الكثافة. |
| w:Kt/V                        | Kt/V                            | طب |
| رقم لابلاس                    | عدد لابلاس                      | الحمل الحراري الحر ضمن الموائع متعذرة الامتزاج |
| عدد لويس                      | عدد لويس                        | نسبة انتشار الكتلة والانتشار الحراري |
| بارامتر w:Lockhart-Martinelli | Lockhart-Martinelli parameter   | جريان الغازات الرطبة |
| معامل رفع                     | w:Lift coefficient              | هندسة طيران: قوة الرفع الممكنة من الجنيحات عند زاوية هجوم محددة |
| رقم ماخ                       | عدد ماخ                         | ديناميكا الغازات |
| رقم رينولدز المغناطيسي        | w:Magnetic Reynolds number      | الهيدروديناميكا المغنطيسية: العلم الذي يعنى بدراسة الظواهر الكهرمغنطيسية في الموائع الموصلة للكهرباء كالفلزات المنصهرة أو الغازات المتأينة (البلازما). |
| معامل خشونة مانينغ            | Manning roughness coefficient   | جريان في قناة مفتوحة نتيجة الجاذبية بي دي إف (109 سابقة ثنائية) |
| رقم w:Marangoni               | Marangoni number                | جريان مارانغوني بسبب انحراف الشد السطحي الحراري |
| رقم مورتون                    | w:Morton number                 | تحديد شكل الفقاعاة والنقطة |
| رقم ناسلت                     | رقم نوسلت                       | عدد لا بُعدى يستخدم في حالة الانتقال القسرى للحرارة بالحمل ويساوى النسبة بين الحرارة الكلية المنتقلة بالحمل والحرارة المنتقلة بالتوصيل عبر طبقة حدية. |
| رقم w:Ohnesorge               | Ohnesorge number                | ترذيذ السوائل في جريان ماراغوني |
| عدد بكليه                     | w:Péclet number                 | التأفق: انتقال الحرارة في اتجاه أفقي. أما "التصعد" (convection) فهو انتقال الحرارة في اتجاه رأسي. |
| رقم بيل                       | w:Peel number                   | التصاق البنى المجهرية بالمادة |
| ط (رياضيات)                   | ط (رياضيات)                     | رياضيات نسبة محيط الدائرة إلى قطرها |
| نسبة بواسون                   | نسبة بواسون                     | المرونة |
| عامل القدرة للعازل            | معامل القدرة                    | إلكترونيات مقدار يبين قدرة العازل، ويقاس بجيب تمام زاوية الطور للعازل. |
| رقم القدرة                    | عدد القدرة                      | استهلاك القدرة في المقلب (agitator) |
| رقم براندل                    | عدد برانتل                      | رقم لا بُعدي يستخدم في دراسة انتقال الحرارة بالحمل الطبيعي والحمل القسري |
| معامل الضغط                   | معامل الضغط                     | نسبة بعد مركز الضغط عن الحافة الأمامية لجناح طائرة إلى طول وتر الجناح |
| راديان                        | راديان                          | قياس الزوايا |
| عدد رايلي                     | w:Rayleigh number               | الطفو وقوى اللزوجة في الحمل الحراري |
| معامل الانكسار                | قرينة الانكسار                  | المغناطيسية الكهربائية، البصريات |
| رقم رينولدز                   | عدد رينولدز                     | رقم لا بعدي يمثل النسبة بين تاثيري القصور الذاتي واللزوجة في المائع |
| الكثافة النسبية               | كثافة نسبية                     | النسبة بين وزن حجم من المادة إلى وزن حجم مماثل من مادة قياسية، والحجم القياسي بالنسبة للمواد الصلبة والسوائل هو مليلتر واحد من الماء عند 34ْم، وبالنسبة للغازات حجم مماثل من غاز الهدروجين.                                                                                             |
| رقم ريتشاردسون                | w:Richardson number             | تأثير الطفو على استقرار الجريان |
| ركويل                         | اختبار روكويل للصلادة           | ميكانيكا (القساوة) |
| رقم روسبي                     | w:Rossby number                 | قوى العطالة في جيوفيزياء |
| رقم لوشمدت                    | عدد شميت                        | عدد جزيئات الغاز في السنتيمتر المكعب عند درجة الصفر المئوي وعند ضغط 760ْم، وهو يساوي 2.705 * 10[أس 19] جزيء ويرمز له بالرمز (ن). ديناميك الموائع |
| رقم شيروود                    | w:Sherwood number               | انتقال الكتلة بالحمل الحراري القسري |
| رقم w:Sommerfeld              | Sommerfeld number               | التشحيم الحدي |
| عدد ستانتن                    | w:Stanton number                | انتقال الكتلة بالحمل الحراري القسري |
| رقم ستيفان                    | w:Stefan number                 | انتقال الحرارة خلال تغير الطور |
| رقم ستوكس                     | w:Stokes number                 | ديناميكا الجزيئات |
| انفعال                        | انفعال (علم المواد)             | خواص المواد |
| رقم w:Strouhal                | عدد ستروهال                     | الجريان المستمر والنبضي |
| رقم تايلور                    | w:Taylor number                 | جريان دوراني للموائع |
| رقم w:Ursell                  | Ursell number                   | لاخطية أمواج السطح في المحيطات على طبقة المائع الضحلة |
| معامل فانت هوف                | قانون فان هوف                   | تحليل كمي Kf و Kb |
| رقم سرعة اللهب                | w:Weaver flame speed number     | سرعة الاحتراق النسبية لغاز الهيدروجين |
| عدد فيبر                      | w:Weber number                  | جريان متعدد الأطوار مع السطوح المنحنية بشدة |
| رقم فايسبرغ                   | w:Weissenberg number            | جريان لزج مرن |
| رقم w:Womersley               | Womersley number                | جريان مستمر ونبضي |